# Yeatesia
Yeatesia es un género de plantas fanerógamas perteneciente a la familia Acanthaceae. El género tiene dos especies de plantas herbáceas.

## Taxonomía
El género fue descrito por John Kunkel Small y publicado en Bulletin of the Torrey Botanical Club 23(10): 410. 1896.

## Especies
- Yeatesia platystegia
- Yeatesia viridiflora